# Herman Hollerith
Herman Hollerith   (Buffalo, 29 de febrer de 1860 (Julià) - Washington DC, 17 de novembre de 1929) va ser un estadístic que va inventar la màquina tabuladora amb targetes perforades. És considerat com el primer informàtic, és a dir, el primer que assoleix el tractament automàtic de la informació (Informàtica = Informació automàtica). La seva invenció de la màquina tabuladora de targetes perforades, patentada el 1884, marca l'inici de l'era del codi binari mecanitzat i dels sistemes de processament de dades semiautomàtics, i el seu concepte va dominar aquest àmbit durant gairebé un segle.
Tot va començar l'any 1880 quan va anar a treballar a la US National Census Office (Oficina Nacional d'Empadronament). Allà va veure que tot el procés de cens es feia de manera manual i es necessitava molt temps. Aproximadament es trigava més de deu anys en fer el cens d'un any. Després d'aquesta experiència va començar a pensar un altre procés per fer més ràpid el cens.

## Biografia
Herman Hollerith, fill de George Hollerith, un professor alemany que havia emigrat als Estats Units, i Franciska (Brunn) Hollerith, va néixer l'any 1860 a Buffalo, Nova York, on va passar la seva infantesa.
Hollerith va entrar a estudiar a la universitat City College of New York l'any 1875, quan tenia 15 anys. L'any 1879, amb 19 anys, es va graduar a la universitat Columbia University School of Mines, amb el grau d'enginyer de mines i posteriorment, el 1890 va obtenir un doctorat basat en el seu desenvolupament del sistema de tabulació. Durant la seva estada en la universitat estudià química, física i geometria, així com feu cursos de topografia i gràfics, i d'estadística. Hollerith era obligat a visitar indústries metal·lúrgiques i de màquinaria per poder completar la seva formació i treballs acadèmics.
Just després de graduar-se a la universitat, va treballar per l'Oficina Nacional del Cens, on va fer d'ajudant del seu professor William. P. Trowbridge, treballant amb qüestions estadístiques. Serà en aquest període en el qual desenvolupi un sistema concebut com a millora del sistema de cens, en el qual una cinta de paper perforava les diverses dades de la persona a la qual se li feia el registre. Posteriorment, les dades eren llegides per un dispositiu electromecànic. El doctor John Shaw Billings el va ajudar en la concepció d'aquest invent i de la posterior màquina tabuladora, recomanant-li fixar-se amb els telers de Joseph Marie Jacquard.
Durant la dècada de 1880, Hollerith promocionà el seu invent en diverses institucions i es dedicà a perfeccionar-lo. El 1882, va entrar al Massachusetts Institute of Technology, on va començar a ensenyar enginyeria mecànica i va emprendre els seus primers experiments amb les targetes perforades. Aquestes targetes, les quals es varen patentar l'any 1889, substituïen la cinta de paper del sistema que havia inventat anteriorment. Posteriorment, va anar a St. Louis, Missouri, on tractà de dissenyar un sistema de frens elèctrics pels ferrocarrils.
L'any 1885 es va prometre amb Flora Fergusson, qui morí de febres tifoides l'any 1886, abans del seu casament amb Herman Hollerith.
Durant 1889, Hollerith va fer que el govern dels Estats Units considerés un projecte per construir una màquina estadística de fitxes perforades, la qual finalment es va crear i va ser utilitzada per computar el cens de 1890. Aquest sistema ideat per Hollerith és la raó per la qual és reconegut avui en dia, per ser un dels pioners del processament i codificació de grans quantitats d'informació. El 15 de setembre de 1890, es casà amb Lucia Beverly Talcott, amb la qual tindria 6 fills: Lucia, Nannie, Virginia, Herman, Richard i Charles. El mateix any, Hollerith fou premiat amb l'Elliott Cresson Medal pel Franklin Institute of Philadelphia, per la millor invenció de l'any.
Durant diversos anys, Hollerith continuà introduint millores i dissenyant noves màquines. L'any 1896 va fundar l'empresa Tabulating Machine Company, dedicada a la fabricació i comercialització de ginys processadors de dades. Hollerith va vendre la seva empresa a Charles R.Flint l'any 1910, tot i que continuà fent d'assessor fins 1921. Aquesta empresa va passar a anomenar-se International Business Machines (IBM), l'any 1924 i, després de la Segona Guerra Mundial, es convertí en una de les empreses líders del sector informàtic.
Pel cens de 1900, també es va utilitzar la màquina tabuladora de Hollerith, però l'augment de la població i la negació de Hollerith vers la reducció de les seves tarifes i sou, va fer que molts membres del govern estiguessin en contra d'ell. De fet, pel cens de 1910, el superintendent del cens Simon Newton Dexter North, decidí prescindir dels serveis de Hollerith. Les patents que Hollerith tenia de la màquina tabuladora semblava fer inviable la construcció d'un giny similar per part del govern americà. De tota manera, North i l'enginyer elèctric James Powers, aconseguiren fer-ne un disseny similar que acabà parcialment amb el monopoli de Hollerith.
Posteriorment, Hollerith aniria a viure a Washington DC, concretament a Georgetown, en un carrer on actualment hi ha una placa commemorativa al seu nom instal·lada per IBM. A Washington, Hollerith va morir d'un atac de cor l'any 1929, als 69 anys.

## La màquina tabuladora

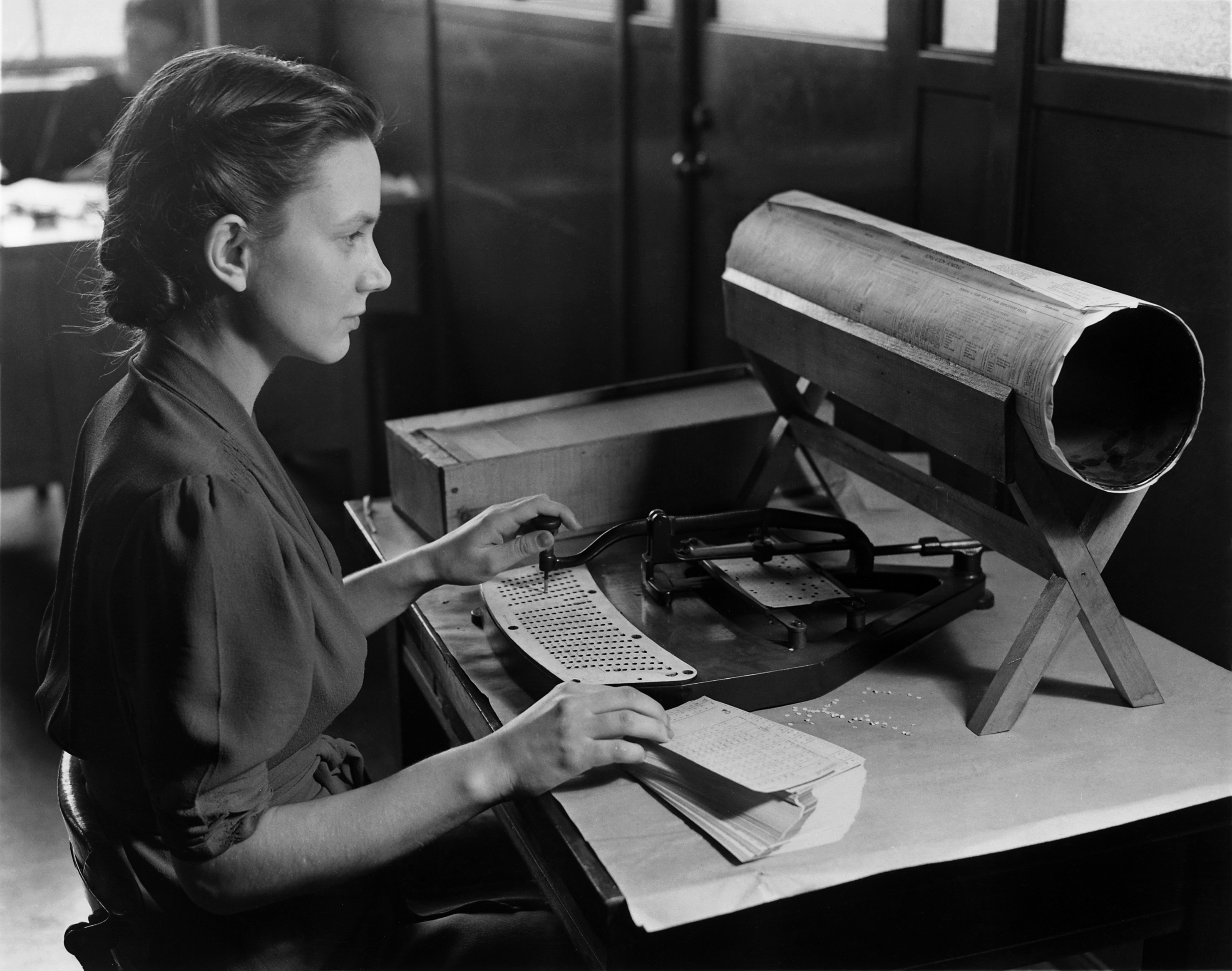
Les targetes perforades foren utilitzades per fer el cens dels Estats Units.

En aquella època, els censos es realitzaven de forma manual, amb el retard que això suposava (fins a 10 o 12 anys). Herman Hollerith va començar codificant la informació del cens en una cinta de paper dividida en espais, cada un d'ells significava algun ítem: sexe, franja d'edat, raça, etc. Segons cada persona es foradava un dels espais concrets. Els papers, un cop fets els forats, eren llegits per un dispositiu i el procés es va accelerar una mica. Hollerith va patentar la seva màquina el 1884. Un any després va incloure l'operació de sumar amb la finalitat d'utilitzar-la en la comptabilitat dels Ferrocarrils Centrals de Nova York. També el va aplicar el seu mecanisme a les estadístiques de sanitat d'algunes ciutats d'Amèrica del Nord, mentre continuava perfeccionant el disseny i funcionament del seu invent.

L'any 1887 s'utilitzà el seu sistema per calcular dades estadístiques sobre la mortalitat a Baltimore. Hollerith ja havia canviat el seu disseny inicial, i havia substituït les cintes de paper per targetes perforades. En conseqüència, es varen dissenyar eines especials que realitzaven un orifici de 6 mm, amb la qual cosa es podia introduir molta més informació que amb el sistema inicial, el qual es basava a marcar els camps amb tinta, posteriorment substituïda per orificis de gran mida.

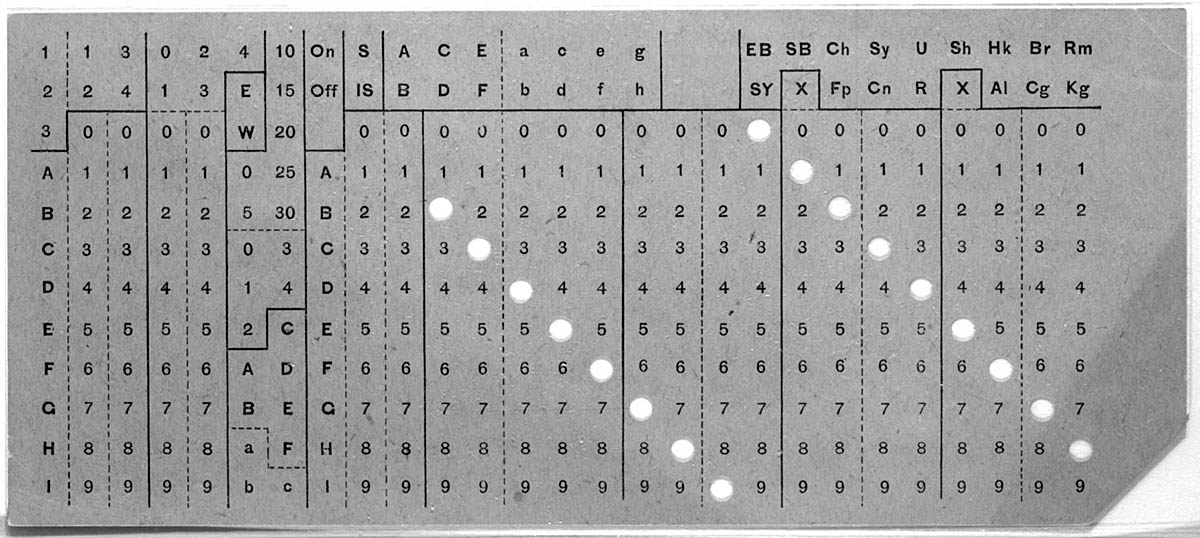
Targeta perforada inventada per Hollerith.

Amb el temps va començar a treballar en el disseny d'una màquina tabuladora o censadora, basada en les anteriorment anomenades targetes perforades. D'aquesta manera es podia emmagatzemar més informació i era més fàcil de guardar. Hollerith va observar que la major part de les preguntes contingudes en els censos es podien contestar amb un SÍ o un NO. Llavors va idear una targeta perforada, una cartolina en la qual, segons estigués perforada o no en determinades posicions, es contestava aquest tipus de preguntes. El sistema de targetes el va patentar el 1889. El Govern nord-americà va triar la màquina tabuladora de Hollerith per a elaborar el cens de 1890. Es van trigar només 3 anys a perforar uns 56 milions de targetes.
Fer servir targetes perforades facilitava la classificació de les dades. Gràcies a les targetes era possible veure, per exemple, el nombre d'homes o dones que hi havia en una població d'una determinada edat. Herman Hollerith va implantar una tècnica que es faria servir durant molt de temps i que seria la base de la computació fins que van aparèixer millores.
La màquina tabuladora no només es va fer servir per al cens de població, sinó també, per exemple, per calcular les estadístiques sanitàries de l'exèrcit o per elaborar el cens agrícola. Posteriorment, Hollerith decidí orientar la màquina tabuladora cap a un sector més comercial i mercantil, a causa de l'enorme èxit que havia suposat en el camp del cens.
El 1896, Hollerith va fundar l'empresa Tabulating Machine Company, amb la finalitat d'explotar comercialment el seu invent. En aquell moment, gràcies a la seva previsió de patentar tots els seus invents, posseïa el monopoli del processament i codificació de la informació. El 1911, dita companyia es va fusionar amb Dayton Scale Company, International Time ecording Company i Bundy Manufacturing Company, per a crear la Computing Tabulating Recording Company (CTR). El 14 de febrer de 1924, CTR va canviar el seu nom pel de International Business Machines Corporation (IBM), el primer president del qual va ser Thomas John Watson, que curiosament no estava molt convençut del futur que podien tenir aquestes màquines. Avui en dia, IBM és una de les empreses líders en el sector informàtic.

## Mort i llegat
Herman Hollerith va morir el 17 de novembre del 1929. Va ser enterrat a l'Oak Hill Cemetery del barri de Georgetown (Washington DC), igual que el seu fill, Herman Hollerith Jr.
Les targetes perforades (Hollerith Cards) van ser batejades amb el seu nom, així com les Hollerith constants o Hollerith strings, una altra de les seves contribucions en el món de la programació d'ordinadors.
El seu besnét, el reverend Herman Hollerith IV, va ser el bisbe episcopal de la Diòcesi de Virgínia del Sud, i un altre besnét, Randolph Marshall Hollerith, és un sacerdot episcopal i el degà de la catedral nacional de Washington a Washington, DC.